# العمل من أجل الصحة العالمية
شكلت منظمة العمل من اجل الصحة العالمية من 15 منظمة غير حكومية ومؤسسة خيرية عام 2006.الشركاء الحاليون يقيمون في بروكسل، فرنسا، ألمانيا، هولندا، ايطاليا، اسبانيا والمملكة المتحدة ولديها أكثر من 30 عضو لمنظمات غير حكومية عبر هذه الدول.التفاعل في جميع انحاء العالم يحسن التنسيق الاجمالي لشبكة الاتصال.

## الأهداف
الهدف الشامل من منظمة العمل من أجل الصحة العالمية هو زيادة الدعم من اوروبا لتمكين الدول النامية من إحراز تقدم ضخم في مجال الأهداف الإنمائية للألفية المتعلقة بالصحة بحلول عام 2015. يراقب أعضاء منظمة العمل من اجل الصحة العالمية اجراءات وسياسات الحكومات الأوروبية لمعرفة كيفية تاثيرها على الصحة في الدول النامية، التأثير على صانعي القرار لتحسين ممارساتهم ودعوة المنظمات غير الحكومية الأخرى ومنظمات المجتمع المدني للانضمام إلى منظمة العمل من اجل الصحة العالمية لبناء حملة أوروبية. منظمة العمل من اجل الصحة العالمية تريد رؤية حكوماتنا، والقطاع الخاص والمؤسسات الأوروبية تنفذ الوعود التي قطعوها في خفض نسبة وفيات الأمومة والرضع والسيطرة على انتشار الامراض المعدية في دول العالم الفقيرة.وفي جزء خاص، منظمة العمل من اجل الصحة العالمية تريد رؤية مزيد من التنمية والتعزيز للنظام الصحي، عن طريق التمويل المناسب، والاحتفاظ بالموظفين وضمان الحقوق المنصفة.

### الاهداف الفرعية الثلاث الرئيسية
1-زيادة الالتزام بالوعود والاعمال من قبل الحكومات الأوروبية – وفي المقام الأول مؤسسات الاتحاد الأوروبي، فرنسا، ألمانيا، هولندا، ايطاليا، اسبانيا والمملكة المتحدة - لتعزيز التطور في الأهداف الإنمائية للألفية المتعلقة بالصحة في القانون والدول متوسطة الدخل، بما في ذلك مساهمة اعلى وأكثر تركيزا على الصحة وتعزيز النظم الصحية.
2-زيادة سعة، التزام وفعالية المنظمات غير الحكومية الأوروبية والدعوة لدعم الأهداف الإنمائية للألفية المتعلقة بالصحة، مع تحسين تحليل السياسات والتواصل مع المنظمات غير الحكومية وتطوير سياسة المجتمع (الاعتراف بدور الصحة كأداة رئيسية للتنمية).
3-زيادة الدعم من المجتمع المدني الأوروبي والقطاع الخاص لانجاز الأهداف الإنمائية للألفية المتعلقة بالصحة في القانون والدول متوسطة الدخل، بما في ذلك ملف تعريف اعلى للصحة العالمية في وسائل الاعلام الأوروبي.

## المنشورات
عندما تم تأسيس المنظمة في عام 2006، قدمت أكشن إيد - شبكة أوروبية للصحة العالمية منحة لمؤسسة بيل وميليندا جيتس. 
و في الاجتماع الأول لموظفي الشبكة الممولين من المنحة، في باريس في شباط 2007، أسس الشركاء اسم اكشن للصحة العالمية Action for Global Health ، ومنهج من ثلاثة بنود لتوضيح رؤيتها والغرض منها: التمويل الكامل، والأنظمة القوية، والوصول العادل.
و في هذا الوقت كان الشركاء:
- الاتحاد الأوروبي - بروكسل: تحالف الصحة العامة الأوروبي، ماري ستوبس إنترناشونال، تحالف إيقاف الإيدز.
- فرنسا: أطباء العالم، دعاة الصحة العالمية.
- ألمانيا: أرض الرجال (مساعدة الأطفال المحتاجين)، المساعدة للتغلب على الجوع في العالم.
- إيطاليا: AIDOS، السلال.
- إسبانيا: اطباء العالم، الرابطة الإسبانية لتنظيم الأسرة.
- المملكة المتحدة: التحالف الدولي لمكافحة الإيدز، تفاعل، تنبيه السل.

و بعد انتهاء فترة تمويل مؤسسة بيل ومليندا غيتس الأول كامل لAFGH في عام 2011، تم إعادة تجديد التمويل لإدارة خطة التفاعل والتي بدورها تدير المنحة للشبكة بدلاً من اكشن ايد.
و التالية المنظمات الخمس عشرة الشريكة في ست قائمة دول أوروبا:
- تفاعل حول العالم - منظم الشبكة
- اكشن ايد إيطاليا
- المنظمة الكاثوليكية للإغاثة والتنمية
- تحالف وقف الايدز
- المؤسسة الألمانية لسكان العالم
- أرض الإنسان
- اتحاد الدولة لتنظيم الأسرة
- أطباء العالم
- المدافعون عن الصحة العالمية
- أوكسفام ألمانيا
- الخطة العالمية
- الرابطة الإيطالية للمرأة من أجل التنمية
- اوقفوا الايدز الآن !
- التحالف الدولي لمكافحة فيروس نقص المناعة البشرية / الإيدز
- المنتدى البرلماني الأوروبي للسكان والتنمية- منظم شبكة